# Portneuf (regionalna gmina hrabstwa)
Portneuf – regionalna gmina hrabstwa (MRC) w regionie administracyjnym Capitale-Nationale prowincji Quebec, w Kanadzie. Stolicą jest miasto Cap-Santé. Składa się z 21 gmin: 9 miast, 7 gmin, 2 parafii i 3 terytoriów niezorganizowanych.
Portneuf ma 49 370 mieszkańców. Język francuski jest językiem ojczystym dla 98,6%, angielski dla 1,0% mieszkańców (2011).